# Ulf Högberg
Ulf Hugo Högberg (ur. 21 stycznia 1946 w Göteborgu, zm. 16 maja 2023 w Täby) – szwedzki lekkoatleta, średniodystansowiec, dwukrotny olimpijczyk.
Zdobył brązowy medal w biegu na 1500 metrów na europejskich igrzyskach juniorów w 1964 w Warszawie. Wyprzedzili go tylko Jürgen Haase z NRD i Oleg Rajko ze Związku Radzieckiego. Również na pierwszych europejskich igrzyskach halowych w 1966 w Dortmundzie wywalczył brązowy medal na tym dystansie. Wyprzedzili go tylko John Whetton z Wielkiej Brytanii i ponownie Oleg Rajko. Zajął w tej konkurencji 5. miejsce na halowych mistrzostwach Europy w 1970 w Wiedniu i 4. miejsce na halowych mistrzostwach Europy w 1971 w Sofii.
Odpadł w półfinale biegu na 1500 metrów na igrzyskach olimpijskich w 1972 w Monachium. Na mistrzostwach Europy w 1974 w Rzymie zajął 9. miejsce na tym dystansie. Na igrzyskach olimpijskich w 1976 w Montrealu odpadł w eliminacjach tej konkurencji.
Högberg był mistrzem Szwecji w biegu na 800 metrów w 1972, w biegu na 1500 metrów w 1967, w sztafecie 4 × 800 metrów w 1969, 1971 i 1972 oraz w sztafecie 4 × 1500 metrów w 1967. W hali był mistrzem w biegu na 800 metrów w 1969, w biegu na 1500 metrów w 1970 i 1971 oraz w biegu na 3000 metrów w 1975.
Dwukrotnie poprawiał rekord Szwecji w biegu na 1500 metrów do czasu 3:36,56 osiągniętego 30 lipca 1974 w Sztokholmie.